# Athetis pilosissima
Athetis pilosissima är en fjärilsart som beskrevs av Emilio Berio 1955. Athetis pilosissima ingår i släktet Athetis och familjen nattflyn. Inga underarter finns listade i Catalogue of Life.